# Pernhart
Pernhart je redkejši priimek v Sloveniji.

## Znani nosilci priimka
- Marko Pernhart (1824—1871), slikar